# アラベスク
アラベスク（フランス語：arabesque）は、アラビア風の意。アラビア模様ともいう。一般にはイスラム美術の装飾模様のこと。唐草などの植物の蔓（つる）、葉、花の図案化や幾何学図形によって、左右対称で連続性を重視した模様を構成する。イスラム教では偶像崇拝を禁じているために、モスクなどの装飾として広く用いられた。
イスラムの建築（モスクの壁面装飾など）や工芸品に見られる。イスラム美術の一様式。植物や文字をモチーフにしたものと、幾何学図形のものがある。
幾何学的文様の選択と整形・配列の方法は、人物を描くことを禁じるスンニ派のイスラム的世界観に基づいている（シーア派ではムハンマドを除いて描くことは認められている）。ムスリムにとってこれらの文様は、可視的物質世界を超えて広がる無限のパターンを構成している。イスラム世界の多くの人々にとって、これらの文様はまさに無限の（したがって遍在する）、唯一神アラー（イスラムで言う無明時代では「アラート」という女神）の創造のありのままを象徴する。さらに言うなら、イスラムのアラベスク芸術家は、キリスト教美術の主要な技法であるイコンを用いずに、明確な精神性を表現しているとも言えよう。

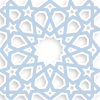
幾何学模様のアラベスク柄の一例

## 歴史
アラベスク形式の幾何学的文様を用いた芸術作品は、イスラム世界でも、黄金時代（750年頃 - 1200年頃）を迎えるまでは広く使用されていなかった。イスラム黄金時代には、バグダードの知恵の館では古典古代のギリシャ語やラテン語のテキストがアラビア語に翻訳されていた。また後のヨーロッパのルネサンスのように、数学、科学、文学、歴史などの研究がイスラム世界に大々的に広まり、プラトンや、とりわけユークリッドの著作が教養人の間で人気を博した。事実、アラベスクの原型となった様式の発生を促したのは、まさにユークリッド幾何学であり、ピタゴラスが体系化し、Al-Jawhari （800年 - 860年頃）が拡張した三角法の基礎であり、Al-Jawhariの『ユークリッド原論注釈』であった。また、我々の届かないところに永遠不滅の完璧な存在がある、とするプラトンのイデア論もアラベスクの発展に影響があったと考えられる。イスラムのアラベスクは10世紀には登場し、その独創的な展開が特徴だった。イスラムのアラベスクをユニークなものにしたのは、その奥行きの発展性だった。
- 象徴主義とモード

西洋人にとってアラベスク美術は、反復する一連の幾何学的形式で、時々カリグラフィーをともなっているようなものに見える。しかしイスラム教の敬虔な信者にとって、アラベスクは彼らの共通の信仰の象徴にして、伝統的イスラム文化が示してきた世界観の象徴である。

タージ・マハルより。

アラベスク美術には2つのモードがある。第一は世界の秩序を支配する原理を表現している。これらの原理は、物体を構造的にしっかりとしたものにし、さらに拡張することによって美しくする根本原理（つまり、角度そのものや、角度が作り出す静的なかたち、とくに三角形をつなぎ合わせたトラス構造）が含まれる。第一モードにおいては、いずれの反復する幾何学形式も、それぞれに固有の象徴性を有している。たとえば、四角形は四つの等辺を持っているところから 、自然界の等しく重要な要素と考えられていた、「土」「空気」「火」「水」の四大元素を象徴する。四大元素のどの一つを欠いても、物質的世界（四角形に円を重ねることで表現される）は崩壊し、滅亡してしまう。第二のモードは、植物の動的な性格に基づいている。このモードは、生命を与える母性（女性性）を表現する。加えて、アラベスク美術の例を多く検証し、第三のモード、すなわちアラビア書道に基づくモードの存在を主張する者もいる。
- アラビア書道

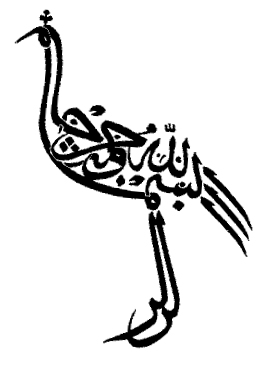
アラビア書道の例

ムスリムにとって「カリグラフィー（書道）」は、「イデア」（真のリアリティ）と関係するなにかを表現することではなく、あらゆる芸術のうちのもっとも優れたものとされる「ことば（思考と歴史の伝達）」を可視化した表現である。イスラム教において、口頭で伝達されるべき至上の記録は、無論「クルアーン」である。アラベスクには、今日でもクルアーンの一節やことわざが織り込まれていることがある。これら三つの形式があわさってアラベスクを作り出しており、それは多様性から生じる唯一性というイスラム信仰の基本原理を反映している。
- 役割

アラベスクは、一部の主張に拠れば、美術と科学のいずれとも見なしうる。なぜなら、アラベスクは数学的に正確であり、美的に目を悦ばせるものであり、そして象徴的であるからだ。そして、この二面性ゆえに、アラベスクの芸術的側面は、さらに世俗性と宗教性へ細分して考えることができるとされる。ただし、多くのムスリムにとってはこのような区別は意味をなさない。あらゆる芸術も自然界も、もちろん数学も科学もすべて唯一神の創造であり、同一のものの反映だからだ。言い換えれば、アラベスクを構成するかたちを人は発見したが、これらは常にそれ以前から神の創造の一部として存在していたのである。
- 秩序と統合

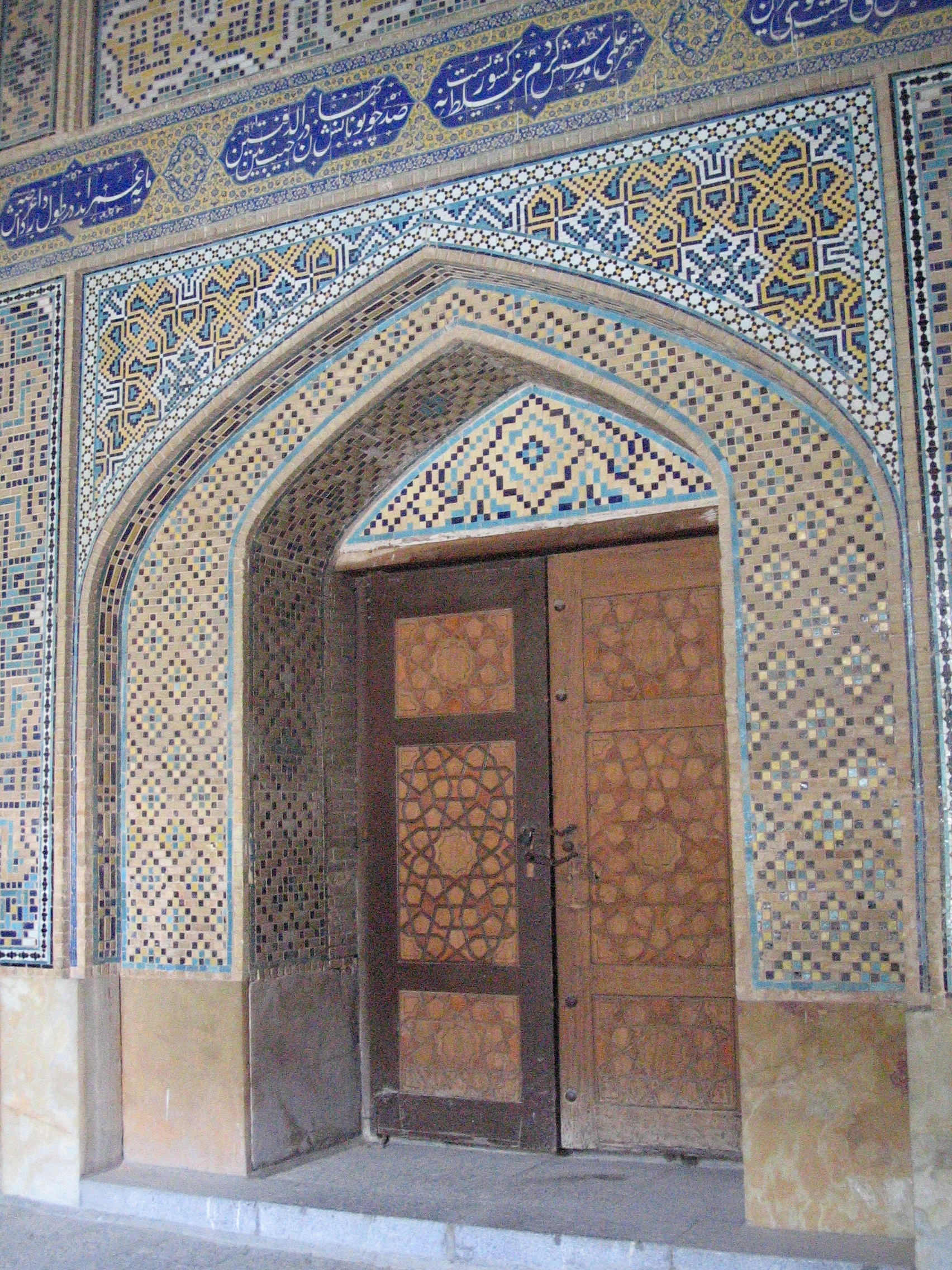
エスファハーンの王のモスクより。

イスラム教の核心は、イスラム共同体をともにつなぎとめる統合性である。Protestantのキリスト教を性格付ける構築的分離と違って、ムスリムの世界はきわめて融合的である。このことは、地理的に遠く離れた地域でもよく似たアラベスクが用いられていることにも反映している。事実、あまりに似ているので、所与のアラベスクの様式の由来を判別することは、専門家にとっても時には難しい。この理由は、アラベスクの形成の原理となっている科学と数学が普遍的であることにある。だからこそアラベスクは、イスラム神法やシャリーアとともに、ウンマつまりイスラム共同体を一つの融合体にまとめあげる接着剤となる。
したがって、ほとんどのムスリムにとって、モスクのために人が作りだす最善の芸術様式とは、自然の背後にある秩序と統一性を表現するものである。物質世界の秩序と統合は、（多くのムスリムにとって真の現実が存在する唯一の場所である）精神世界の影にすぎない。発見された幾何学形式は、人の罪によって覆い隠されてきた、神の創造の真に完璧な現実を例示している。
事実、スーフィズムのムスリムは、精神世界と物質世界との間に差異はないと信じる。彼らはまた、我々が精神世界を経験し得ないのは、我々を完全無比な精神世界から遮断する「秘密のヴェール」があるからだと考える。だから彼らは、このヴェールを持ち上げ、地上にありながら神と一体になろうと努める。そして、スーフィズム主義者がこれを実践する一つの方法こそが、世界の描写においてアラベスクを用いることである。